# Pristolepis fasciata
Pristolepis fasciata is een straalvinnige vissensoort uit de familie van de Pristolepididae. De wetenschappelijke naam van de soort is voor het eerst geldig gepubliceerd in 1851 door Bleeker.